# Ctenophorus tjantjalka
Ctenophorus tjantjalka là một loài thằn lằn trong họ Agamidae. Loài này được Johnston miêu tả khoa học đầu tiên năm 1992.